# Marcoux (Alpy Górnej Prowansji)
Marcoux – miejscowość i gmina we Francji, w regionie Prowansja-Alpy-Lazurowe Wybrzeże, w departamencie Alpy Górnej Prowansji.

## Demografia
Według danych na rok 1990 gminę zamieszkiwały 414 osoby, a gęstość zaludnienia wynosiła 13 osób/km². W styczniu 2015 r. Marcoux zamieszkiwało 526 osób, przy gęstości zaludnienia wynoszącej 16,5 osób/km².